# Nagy József (politikus, 1968)
Nagy József (Dunaszerdahely, 1968. március 11. –) szlovákiai magyar politikus, 2019-ig európai parlamenti képviselő.

## Szakmai pályafutása
1986-ban a dunaszerdahelyi magyar gimnáziumban érettségizett. 1991-ben diplomázott a Pozsonyi Közgazdaságtudományi Főiskolán.
1996-ban a Nemzeti Marketing Társaság ügyvezetője volt. 1997-től 2002-ig a Dunstav r.t. építészeti vállalat kereskedelmi igazgatójaként tevékenykedett. 1999-től 2011-ig a komáromi Agrostav a.s, a Dunstav testvérvállalatának igazgatótanácsának elnöki pozícióját töltötte be. Közben, 2002 és 2010 között a 4P publications ügynökség ügyvezetőjeként és a Therma a.s. vezérigazgatójaként dolgozott.
2010-ig aktívan nem politizált, semmilyen pártnak nem volt a tagja. Társadalmi tevékenysége a dunaszerdahelyi Csemadok kulturális szervezet, a Csemadok Intézet és különböző jótékonysági, egyházi, valamint polgárjogi önkéntes csoport támogatásban merült ki.

## Politikai pályafutása
2010-ben az újonnan megalakult Most-Híd párt listáján a szlovák parlament képviselőjévé választották.
Megemlíthető, hogy a közélet meglepetésére a parlamentbe jutó Most-Híd párt választási listáján, a 29. helyről indulva Nagy József preferenciaszavazatokkal a 8 helyet szerezte meg.
Sikeres személyes választási programja 3 célkitűzést tartalmazott, ami az egész politikai pályafutását soron kísérte.
A “Bátran magyarul” az anyanyelv használata, a kisebbségi iskolák és kultúra pozitív diszkriminációjára szólított fel, a gyűlölt állami nyelvtörvénnyel szemben.
A “Tisztességes nyugdíjakat” prioritás a 2004-es nyugdíjreform igazságtalanságait célozta megváltoztatni.
Az “Autópályát a Csallóköznek” a 25 éve halogatott, Dél-Szlovákiát a fővárossal összekötő R7-es építésének elkezdését célozta a több órás esti és reggeli forgalmi dugók enyhítésére az ingázók életének javítására.

### A szlovák parlament és kormány tagjaként
2010 júniusától három hónapig a kormánypárti képviselőként dolgozott.
2010 szeptemberétől a parlamentből előléptetve 3 hónapig a Földművelési minisztérium államtitkárjaként dolgozott a Radičová-féle jobboldali kormányban
2010 novemberétől környezetvédelmi miniszter a Szlovák Kormány újra létrehozott szaktárcája élén
Környezetvédelmi miniszterként a közvélemény Nagy József legfontosabb sikereinek az előző kormány által botrányosan megszüntetett Környezetvédelmi Minisztérium újra alapítását és a korrupciógyanús ügyletektől és személyektől való megtisztítását, az átláthatóságát, a civil szervezetekkel való párbeszéd megkezdését és a nyitott kormányzás bevezetését tartotta.
A rövid 1,5 éves kormányciklus ideje alatt évek óta elfogadásra váró több, mint 60 EU-s irányelv és szabvány átültetését érte el a szlovák jogkörbe.
Saját kezdeményezésű törvényei közül a közvélemény a legfontosabbnak a Régi Környezeti Terhek Semlegesítéséről szóló törvény elfogadását értékelte.
Munkásságát a Greenpeace az elmúlt tíz év legjobb környezetvédelmi miniszterének járó kitüntetéssel jutalmazta.
Ugyanebben az időszakban az Európai Tanács Környezetvédelmi-Miniszteri Tanácsának tagjaként a Duna Régió Stratégiájának tervezetén, valamint a környezeti katasztrófák és régi környezeti terhek semlegesítésre szolgáló Európai Uniós Környezetvédelmi Alap javaslata fűződik Nagy József miniszter nevéhez.
Kezdeményezője volt a Föld Napja alkalmából először 2011-ben megrendezett Tisztítsuk meg Szlovákiát programnak, melyben azóta éves rendszerességgel több mint százezer civil vesz részt spontán szervezésben, kisebb-nagyobb magán,
Állami és önkormányzati támogatás mellett, de anélkül is.
2012-ben, Radičová kormányfő lemondása után, az előrehozott választásokon Nagy József ismét preferencia szavazatokkal az 5. helyen végezve újra bekerült a pozsonyi parlament hidas képviselői közé.
A Smer-es kormány idején két évig ellenzékben a Szociális ügyek és az Európai ügyek parlamenti bizottságok tagjaként tevékenykedett.
Ebből az időszakból a nevéhez fűződik a fiatalon megözvegyültek és az ún. öregnyugdíjasok igazságtalan helyzetének orvoslása, Dél-Szlovákia milliónyi lakosát érintő allergiakeltő parlagfű szabályozása, valamint az Európa Tanácsi tagságához fűződő Európai nemzeti kisebbségi jogminimum elfogadása a 47 tagállam képviseletével.
1. A 2004-es nyugdíjreform előtt a fiatalon megözvegyültek magukra maradva, gyakran egyedül nevelték fel gyermekeiket, özvegynyugdíjra mégsem voltak jogosultak idős korukban, később megözvegyült sorstársaikkal szemben. Ezt az igazságtalanságot törvényjavaslataival és aláírásgyűjtésével végül sikerült a kormánypárt támogatását megszüntetni.
2. A régi nyugdíjreform legnagyobb igazságtalanságát is sikerült az ellenzékből kitartó társadalmi nyomással, törvényjavaslatokkal és 40 ellenzéki képviselő által is támogatott alkotmánybírósági beadványával annyira előtérbe hozni, hogy végül a kormánypárt elfogadta a 2004 előtt nyugdíjba vonult idős emberek elfogadhatatlanul alacsony nyugdíjának átszámítását, igazságos kiegyenlítését.
3. Ellenzéki képviselőként sikerült elérnie az allergiaokozó parlagfű kötelező irtásáról szóló törvény elfogadását a magyar, osztrák, olasz modell alapján, amit szükség esetén, a lakosság egészségvédelme érdekében az önkormányzat a telektulajdonos költségére is elvégezhet ezután.
2012-től az Európa Tanács szlovákiai küldöttségének legaktívabb tagja, az Európai Néppárti Frakcióján belül 2014-ben Kalmár Ferenc (Fidesz-KDNP) képviselővel kidolgozták és az ET 47 tagországainak képviselőivel elfogadtatták a Nemzeti kisebbségek helyzete Európában című jelentést és határozatot konkrét ajánlásokkal, ami nem csak számos későbbi nemzetközi határozat hivatkozási alapja, de az Európai Uniós Kisebbségi Jogminimum kidolgozásának is a gerince lett az Európai Parlamentben.
2013-ban a dunaszerdahelyi járást képviselve Nagy József bekerült a Nagyszombati kerület megyei önkormányzati képviselők közé, megye elnöki jelöltként több mint 14.000 szavazattal végzett és ahol a pénzügyi és a szociális ügyek bizottsághoz csatlakozott és gyakran adott hangot választói érdekeinek. A megyei politikában sérelmezte a megyei befektetések aránytalan elosztását, miszerint a Dunaszerdahelyi és a Galántai, főleg magyarlakta járás, hosszútávon a megyei befektetések 20%-át kapta, miközben itt él a lakosság 40%-a és a megyei bevételek a helyi lakosság adóbevételeiből származnak. További később beérett igyekezete a tranzit-kamionok eltérítése a megyei önkormányzat által felügyelt alsórendű útjairól.
2014 óta a Most-Híd elnökségi tagja, a párt 2013-ban nyert felvételt az Európai Néppártba (EPP).

### Munkássága az európai parlamentben
2014-ben, ismét preferencia-szavazatokkal európai parlamenti képviselővé választották, ahol azóta is az Európai Néppárt színeiben tevékenykedik.
Az Európai parlamentben az Állampolgári jogok, bel- és igazságügyi bizottság (LIBE) állandó tagja lett és póttagi pozíciót kapott a Környezetvédelmi (ENVI) és Petíciós (PETI) biztosságokban is.
Aktív tagja a Koreai-félszigettel fenntartott kapcsolatokért felelős küldöttségnek (DKOR), valamint az EU–Törökország Parlamenti Vegyes Bizottságba delegált küldöttségnek (D-TR).
Az Állampolgári jogok, bel- és igazságügyi bizottságban végzett 2 éves munkája eredményeként 2017-ben néppárti koordinátor helyettessé választották.
2017-ben kinevezték az Európai Parlamenti Szövetség alelnökének.
Legfőbb prioritásait – a kisebbségvédelmet, környezetvédelmet, valamint az állampolgári jogokat és belügyet szem előtt tartva jelentős sikereket ért el európai parlamenti képviselői mandátuma első felében.

#### Főbb jelentései, felszólalásai
- Az oknyomozó újságírók védelme Európában: a szlovák újságíró, Ján Kuciak és Martina Kušnírová ügye (vita)

- JELENTÉS az alapvető jogok helyzetéről az Európai Unióban (2015)

- AJÁNLÁS az Európai Unió Alapjogi Ügynöksége 2018–2022 közötti többéves keretének létrehozásáról szóló tanácsi határozat tervezetéről

- JELENTÉS az európai ombudsmannak a Frontex kapcsán végzett, OI/5/2012/BEH-MHZ számú, hivatalból indított vizsgálatra vonatkozó különjelentéséről

- VÉLEMÉNY az uniós intézmények átláthatóságáról, elszámoltathatóságáról és integritásáról

## Művei
- A vak komondor országa. Terikétől Lajosig, 2010–2015. Interjúk; Central Könyvek, Budapest, 2015